# Giải đua ô tô Công thức 1 Canada 2007

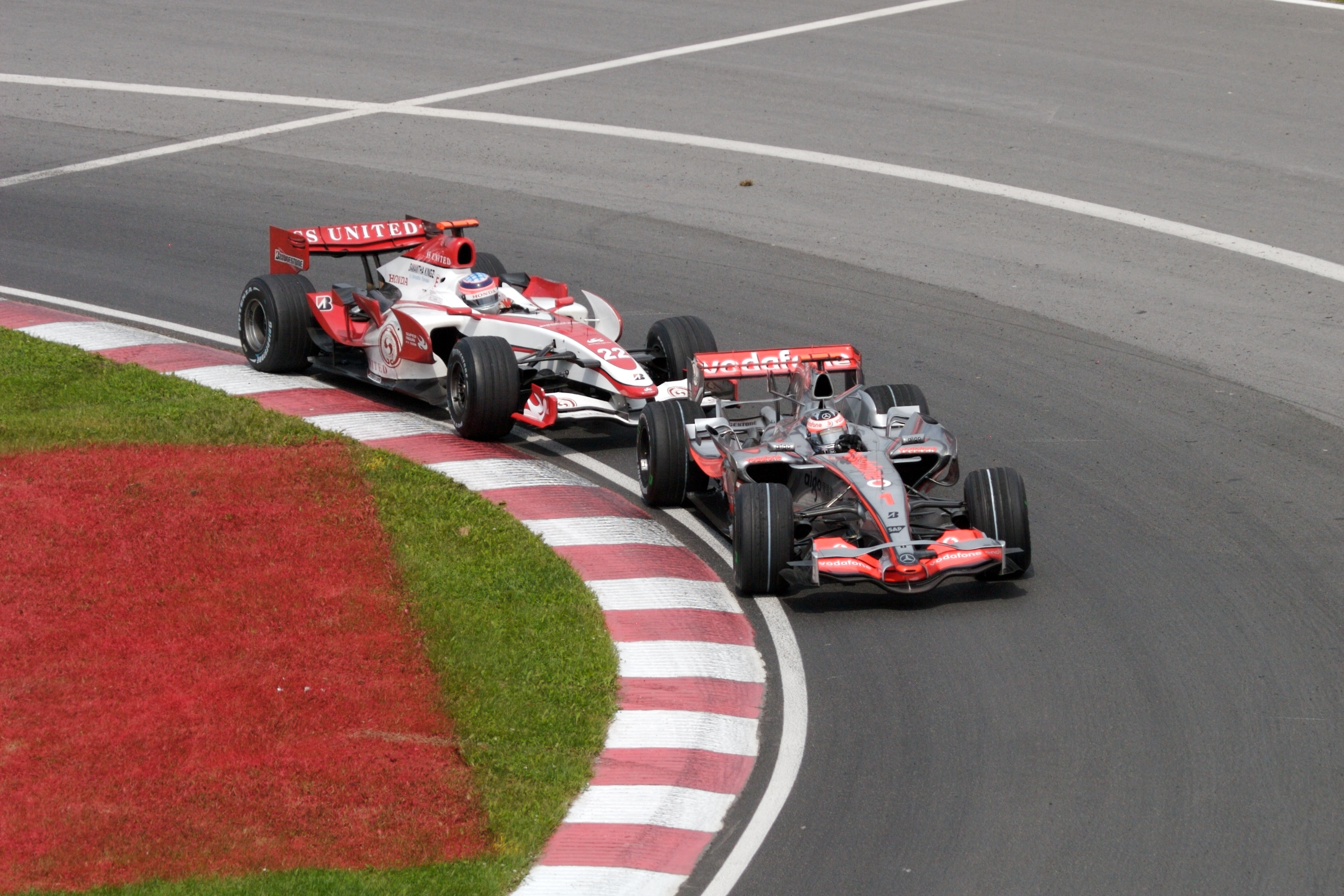
Alonso + Sato 2007 Canada

Giải đua ô tô Công thức 1 Canada năm 2007 là chặng đua thứ sáu của giải vô địch thế giới Công thức 1 năm 2007. Giải được tổ chức vào ngày 10 tháng 6 năm 2007.

## Xếp hạng chi tiết
| TT      | Số xe | Tên                  | Đội đua            | Số vòng | Thời gian   | Xuất phát | Điểm |
| ------- | ----- | -------------------- | ------------------ | ------- | ----------- | --------- | ---- |
| 1       | 2     | Lewis Hamilton       | McLaren-Mercedes   | 70      | 1:44:11.292 | 1         | 10   |
| 2       | 9     | Nick Heidfeld        | BMW Sauber         | 70      | +4.343      | 3         | 8    |
| 3       | 17    | Alexander Wurz       | Williams-Toyota    | 70      | +5.325      | 19        | 6    |
| 4       | 4     | Heikki Kovalainen    | Renault            | 70      | +6.729      | 22        | 5    |
| 5       | 6     | Kimi Räikkönen       | Ferrari            | 70      | +13.007     | 4         | 4    |
| 6       | 22    | Takuma Sato          | Super Aguri-Honda  | 70      | +16.698     | 11        | 3    |
| 7       | 1     | Fernando Alonso      | McLaren-Mercedes   | 70      | +21.936     | 2         | 2    |
| 8       | 11    | Ralf Schumacher      | Toyota             | 70      | +22.888     | 18        | 1    |
| 9       | 15    | Mark Webber          | Red Bull-Renault   | 70      | +22.960     | 6         |      |
| 10      | 16    | Nico Rosberg         | Williams-Toyota    | 70      | +23.984     | 7         |      |
| 11      | 23    | Anthony Davidson     | Super Aguri-Honda  | 70      | +24.318     | 17        |      |
| 12      | 8     | Rubens Barrichello   | Honda              | 70      | +30.439     | 13        |      |
| Ret     | 12    | Jarno Trulli         | Toyota             | 58      | Tai nạn     | 10        |      |
| Ret     | 18    | Vitantonio Liuzzi    | Toro Rosso-Ferrari | 54      | Tai nạn     | 12        |      |
| Loại    | 5     | Felipe Massa         | Ferrari            | 51      | Bị loại     | 5         |      |
| Loại    | 3     | Giancarlo Fisichella | Renault            | 51      | Bị loại     | 9         |      |
| Bỏ cuộc | 21    | Christijan Albers    | Spyker-Ferrari     | 50      | Bánh trước  | 21        |      |
| Bỏ cuộc | 14    | David Coulthard      | Red Bull-Renault   | 36      | Hộp số      | 14        |      |
| Bỏ cuộc | 10    | Robert Kubica        | BMW Sauber         | 26      | Tai nạn     | 8         |      |
| Bỏ cuộc | 20    | Adrian Sutil         | Spyker-Ferrari     | 21      | Tai nạn     | 20        |      |
| Bỏ cuộc | 19    | Scott Speed          | Toro Rosso-Ferrari | 8       | Tai nạn     | 16        |      |
| Bỏ cuộc | 7     | Jenson Button        | Honda              | 0       | Hộp số      | 15        |      |